# Camille (Monet)
Camille of De vrouw in de groene jurk (Frans: La femme en robe verte) is een schilderij van de Franse kunstschilder Claude Monet. Hij schilderde dit levensgrote portret van zijn toekomstige vrouw in korte tijd in het begin van 1866, waarna het op de Parijse salon van dat jaar voor het eerst aan het publiek werd getoond. Het zou de laatste keer zijn dat een schilderij van Monet hier vertegenwoordigd was. Sinds 1906 is het werk in de Kunsthalle Bremen te zien.

## Voorstelling
Voor de salon van 1866 wilde Monet een groot werk indienen, de Déjeuner sur l'herbe, zijn antwoord op het gelijknamige werk van Manet. Het werk aan het enorme doek vorderde echter te langzaam, waarna hij in zeer korte tijd, volgens de overlevering in vier dagen, een portret van zijn vriendin en model Camille Doncieux schilderde. Op dit portret gaat zij gekleed in een groen-zwarte, zijden jurk met daarover een zwarte, met pels afgezette jas. Op het hoofd draagt ze een zwarte bonnet versierd met pauwenveren. De achtergrond is zeer sober uitgevoerd met een donkerrood gordijn boven een bruine vloer. Monet kon zich dergelijke dure kledij overigens volstrekt niet veroorloven. Het is aannemelijk dat hij deze jurk samen met Bazille gehuurd had.
Monet ontleende de compositie van zijn Camille aan een uitgave van het modetijdschrift Petit Courrier des Dames uit 1865. Het was in dergelijke tijdschriften niet ongebruikelijk om de modellen schuin van achteren af te beelden, omdat de kleding dan het best tot haar recht kwam. Door de jurk af te laten snijden door de rand van het schilderij, slaagde Monet erin om beweging te suggereren. Ook het naar achter gedraaide hoofd van Camille draagt daaraan bij. Van haar gezicht is zo weinig te zien, dat hier eerder sprake is van een schilderij van een jurk, dan van een formeel portret. Daarmee sloot de schilder aan bij tijdgenoten als Manet die het leven van de gegoede burgerij in Parijs tot het middelpunt van hun kunst hadden gemaakt. Na dit werk zou Monet nog enige malen een levensgroot vrouwenportret schilderen, zowel van Camille Doncieux als van anderen, bijvoorbeeld Madame Gaudibert.

## Kritiek
Op de salon van 1866 was Monet met een versie van Le pavé de Chailly en met Camille vertegenwoordigd. Met name het laatste schilderij kreeg een warm onthaal. Émile Zola, die Monet op dat moment nog niet kende, schreef een positieve recensie, evenals Théophile Thoré, een bekende Franse kunstcriticus.

J'avoue que la toile qui m'a le plus longtemps arrêté est la Camille, de M. Monet. (...) Eh oui ! voilà un tempérament, voilà un homme dans la foule de ces eunuques. (...) Voyez la robe. Elle est souple et solide. Elle traîne mollement, elle vit, elle dit tout haut qui est cette femme.

(Ik moet bekennen dat het doek dat me het langst heeft doen stilstaan Camille is van mijnheer Monet. (...) Ja! hier is een temperament, is een man in deze menigte van eunuchen. (...) Kijk naar de jurk. Ze is soepel en stevig. Ze sleept kalm over de grond, ze leeft, ze zegt hardop wie die vrouw is.)
— Émile Zola (11 mei 1866)

In 1868 werd het werk op de Exposition maritime internationale in Le Havre tentoongesteld, waar het een medaille verdiende. Na afloop werd het schilderij gekocht door Arséne Houssaye. Het verkoopbedrag van 800 Franse frank was voor de armlastige Monet een grote som geld.

## Herkomst
- oktober 1868: gekocht door Arséne Houssaye, Parijs voor 800 frank.
- 22 - 23 mei 1906: het schilderij wordt aangeboden op een veiling maar teruggetrokken.
- Het komt terecht in de verzameling van Henry Houssaye in Parijs.
- 1898: verkocht aan de kunsthandelaar Paul Durand-Ruel in Parijs voor 400 frank.
- 1901-02: verkocht aan de kunsthandelaar Paul Cassirer in Berlijn.
- 31 maart 1906: verkocht aan de Kunsthalle Bremen voor 50.000 mark[5].

## Afbeeldingen

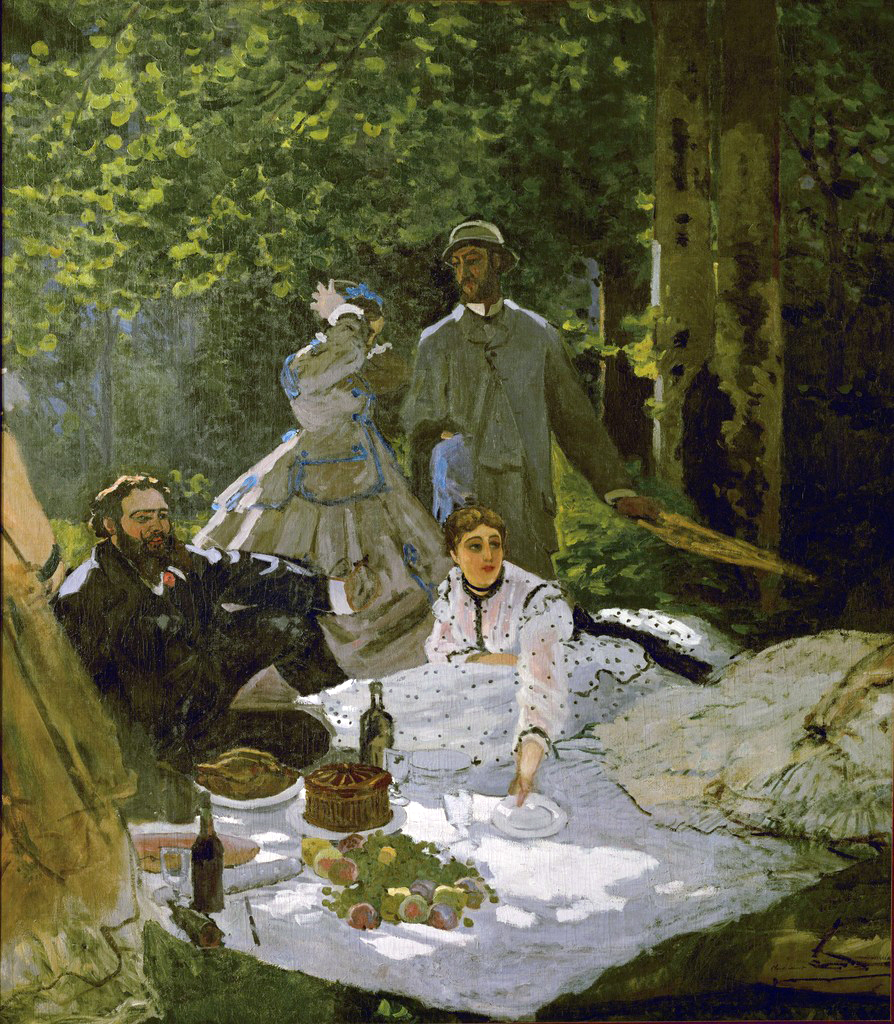
Déjeuner sur l'herbe (1865-66)
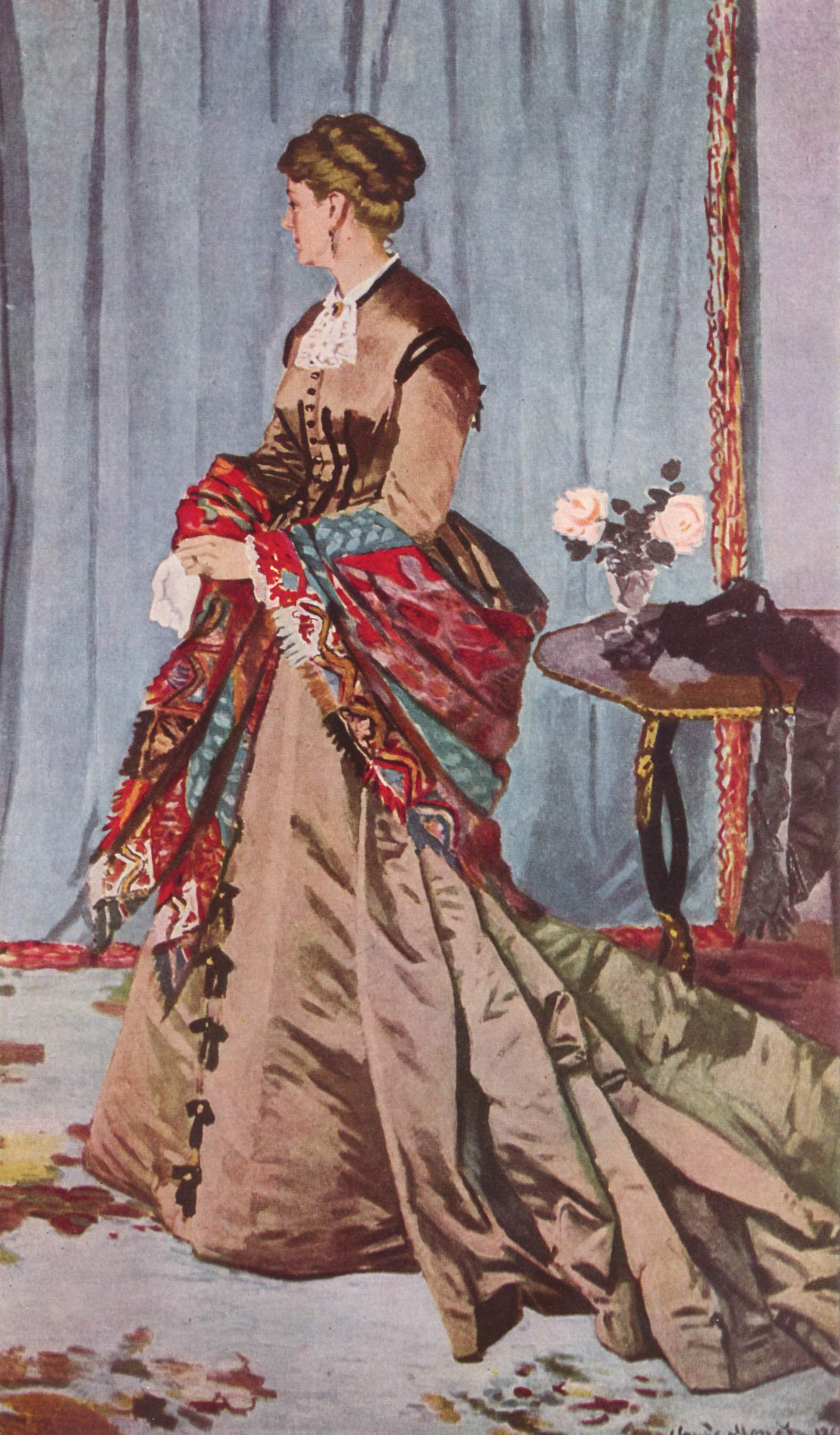
Madame Gaudibert (1868)
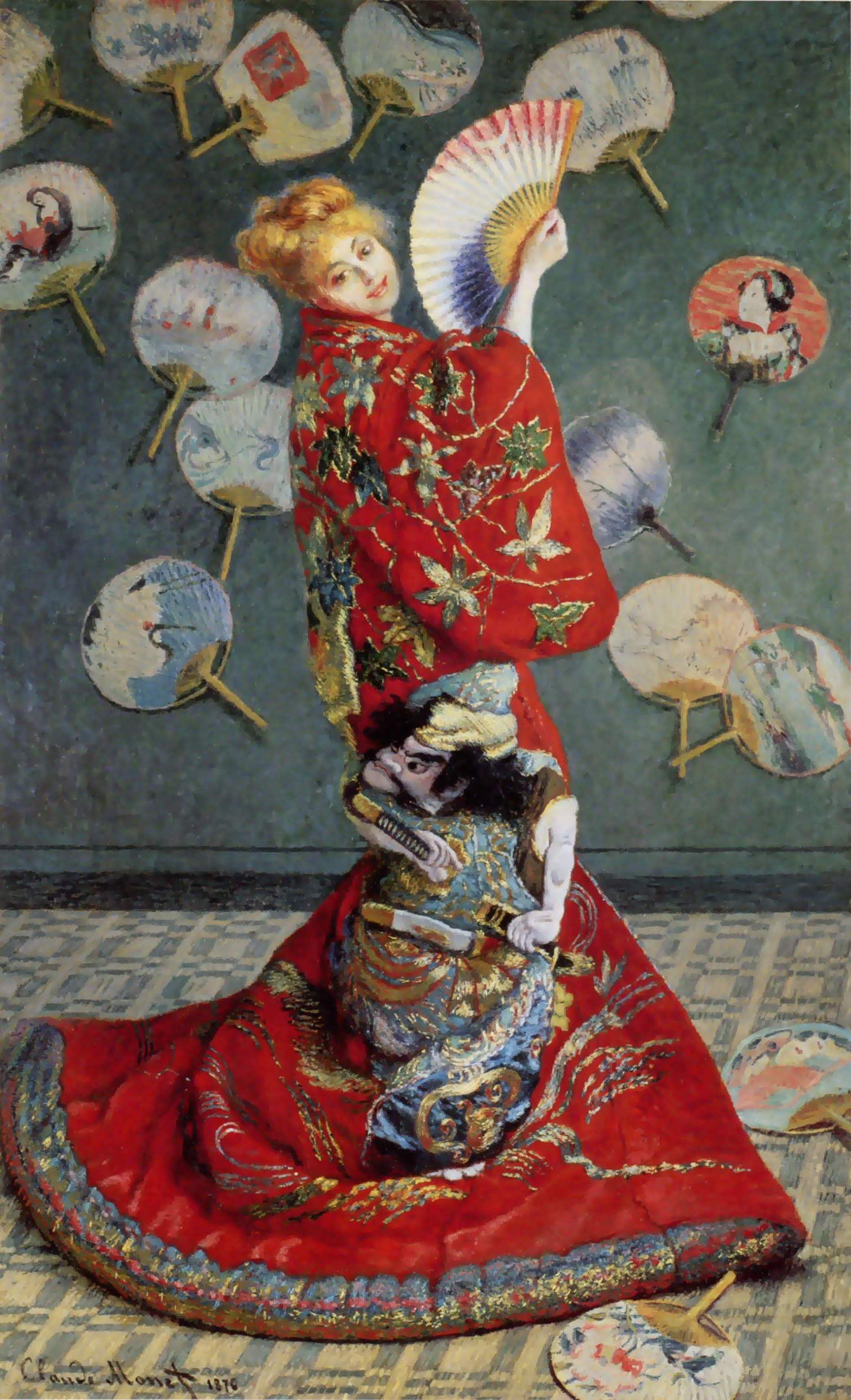
La Japonaise (Camille Monet in Japans kostuum) (1876)